# Khoksa
Khoksa (en bengali : খোকসা) est une upazila du Bangladesh dans le district de Kushtia. En 1991, on y dénombrait 93 371 habitants.